# رائول مالک
رائول مالک (استونیایی: Raul Mälk؛ زادهٔ ۱۴ مهٔ ۱۹۵۲) سیاست‌مدار اهل استونی است. وی از سال ۱۹۹۸ تا ۱۹۹۹ وزیر امور خارجه استونی بوده‌است.